# Kesići
Kesići – wieś w Bośni i Hercegowinie, w Federacji Bośni i Hercegowiny, w kantonie dziesiątym, w gminie Bosansko Grahovo. W 2013 roku liczyła 43 mieszkańców, z czego większość stanowili Serbowie.